# Сент-Томас-Мидл-Айленд
Сент-Томас-Мидл-Айленд (англ. Saint Thomas Middle Island Parish) — один из 14 округов (единица административно-территориального деления) государства Сент-Китс и Невис. Расположен на острове Сент-Китс. Административный центр и крупнейший город — Мидл-Айленд. Площадь 24,3 км², население 2 332 человек (2001).